# 1904 en arts plastiques
| Années des arts plastiques : 1901 - 1902 - 1903 - 1904 - 1905 - 1906 - 1907    |
| Décennies des arts plastiques : 1870 - 1880 - 1890 - 1900 - 1910 - 1920 - 1930 |

Cette page concerne l'année 1904 en arts plastiques.

## Événements
- Installation de Picasso au Bateau-Lavoir — il y demeure jusqu'en 1909 et y garde un atelier jusqu'en 1912.

## Œuvres
- Autoportrait de Joaquín Sorolla.

## Naissances
- 1er janvier : Oural Tansikbayev, peintre soviétique, kazakh et ouzbek († 18 avril 1974),
- 3 janvier : Pino della Selva, peintre, graveur et sculpteur italien († 1987),
- 8 janvier : Robert Gall, peintre français († 29 septembre 1974),
- 12 janvier : Lee Ungno, peintre, sculpteur, graveur, dessinateur et calligraphe abstrait sud coréen († 10 janvier 1989),
- 17 janvier : Elisabeth Kaufmann, peintre suisse d'origine hongroise († 1991),
- 18 janvier : Michał Bylina, peintre, graphiste et illustrateur polonais († 5 août 1982),
- 24 janvier :
  - André Patte, aquarelliste, dessinateur et peintre français († 10 août 1986),
  - Gaston-Louis Roux, peintre français († 30 mars 1988),
- 27 janvier : Gabriel Genieis, peintre français († 13 mars 1992),
- 4 février : Jean Tranchant, auteur-compositeur-interprète, affichiste et peintre français († 8 avril 1972),
- 9 février : Robert Pikelny, peintre polonais et français de l'École de Paris († 23 juillet 1986),
- 10 février : Georges Delhomme, peintre français († 1989),
- 15 février : Gino Bonichi, peintre italien († 9 novembre 1933),
- 16 février : Jean-Baptiste Corlobé, peintre français († 17 mai 1988),
- 28 février : Constantin Belinsky, affichiste, peintre et sculpteur français d'origine ukrainienne († 17 avril 1999),
- 13 mars :
  - José Gómez Abad, peintre espagnole († 13 mars 1993),
  - Jacques Koslowsky, peintre américain d'origine lituanienne († 30 octobre 1993),
  - Hector de Pétigny, peintre français († 22 décembre 1992),
  - Luigi Zuccheri, peintre et illustrateur italien († 9 mars 1974),
- 18 mars : Vladimir Sterligov, peintre et poète russe puis soviétique († 1er novembre 1973),
- 19 mars : Ľudovít Feld, peintre austro-hongrois puis tchécoslovaque († 18 mai 1991),
- 21 mars : Pierre Dionisi, peintre et sculpteur français († 1976),
- 26 mars : Emmanuel Bellini, peintre français († 15 décembre 1989),
- 30 mars : Akarova, danseuse, chorégraphe, sculptrice et peintre belge († 24 juin 1999),
- 31 mars : Đorđe Andrejević Kun, peintre serbe puis yougoslave († 17 janvier 1964),
- 14 avril : Arshile Gorky, peintre arménien naturalisé américain († 21 juillet 1948),
- 21 avril : Jean Hélion, peintre et graveur français († 27 octobre 1987),
- 24 avril : Willem de Kooning, peintre néerlandais naturalisé américain († 19 mars 1997),
- 1er mai : Elvire Jan, peintre française († 19 janvier 1996),
- 2 mai : Maurice Estève, peintre français († 29 juin 2001),
- 4 mai : Saito Yoshishige, peintre et auteur d'installations japonais († 13 juin 2001),
- 11 mai : Salvador Dalí, peintre espagnol († 23 janvier 1989),
- 20 mai : Hernando Viñes, peintre espagnol († 24 février 1993),
- 24 mai : Camille Descossy, peintre et graveur français († 20 août 1980),
- 8 juin : Cyril Constantin, peintre français († 6 février 1995),
- 25 juin : Meraud Guevara, peintre, autrice et poétesse anglo-irlandaise († 6 mai 1993),
- 8 juillet : Georges Dastor, peintre et affichiste de cinéma français († 9 février 1990),
- 11 juillet : Edgar Mélik, peintre français († 6 avril 1976),
- 18 juillet : Gregorio Calvi di Bergolo, peintre italien († 1994),
- 21 juillet :
  - Georges Breuil, peintre français († 20 janvier 1997),
  - Paul Pouchol, céramiste, sculpteur et peintre français († 1er mai 1963),
- 22 juillet : Joseph Pressmane, peintre franco-ukrainien († 6 novembre 1967),
- 24 juillet : André Jouault, peintre français († 5 janvier 1987),
- 2 août : Ruytchi Souzouki, peintre, décorateur, illustrateur, lithographe, graveur et critique d’art japonais († 20 mars 1985),
- 4 août : Marthe Flandrin,  peintre française († 30 juin 1987),
- 8 août : Henri de Linarès, peintre animalier français († 22 mars 1987),
- 12 août : Christine Boumeester, peintre abstraite et graveuse française d'origine hollandaise († 10 janvier 1971),
- 16 août : Rémyne Desruelles,  peintre française († 24 septembre 1976),
- 17 août : Louis Cattiaux, peintre et poète français († 16 juillet 1953),
- 21 août : Germaine Gardey, peintre française († 2 mai 1995),
- 24 août : Roger Chapelain-Midy, peintre, lithographe, illustrateur et décorateur de théâtre français († 30 mars 1992),
- 26 août : Jacques Lestrille, peintre et lithographe français († 4 juin 1985),
- 3 septembre : André Jacquemin, peintre et graveur français († 18 septembre 1992),
- 7 septembre : Pierre Adrien Ekman, peintre, décorateur et écrivain français († 12 septembre 1993),
- 21 septembre : Hans Hartung, peintre français d'origine allemande († 7 décembre 1989),
- 3 octobre : Fillia, peintre de compositions murales et écrivain italien († 10 février 1936),
- 4 octobre : Nadia Léger, peintre russe puis soviétique et française († 7 novembre 1982),
- 3 novembre : Emerik Feješ, peintre serbe puis yougoslave († 9 juillet 1969),
- 11 novembre : Rodolphe Caillaux, peintre expressionniste et lithographe français de l'école de Paris († décembre 1989),
- 22 novembre : Miguel Covarrubias, peintre, caricaturiste, ethnologue et historien de l'art mexicain († 4 février 1957),
- 29 novembre : Emanuele Cavalli, peintre italien († 15 mars 1981),
- 6 décembre : Alexis Arapoff, peintre russe, soviétique puis américain († 25 septembre 1948),
- 12 décembre : Arthur Rennert, peintre et graveur français d'origine polonaise († 18 juillet 1983),
- 13 décembre : Lucien Coutaud, peintre et graveur français († 21 juin 1977),
- 20 décembre : Suzanne Cornillac de Tremines, peintre, aquarelliste et illustratrice française († 1982),
- 21 décembre : Jean Bazaine, peintre et lithographe français († 4 mars 2001),
- 26 décembre : Robert Lesbounit, dessinateur, peintre, sculpteur et enseignant français († 21 décembre 1984),
- 31 décembre : Camille Guillon, peintre, décorateur et ornemaniste français († 5 juin 1984),
- ? :
  - Henriette Bellair, peintre et illustratrice française († 1963),
  - Raymond Charmet, peintre et critique d'art français († août 1973),
  - Jean-Henri Couturat, peintre et peintre de vitraux français († 1973),
  - Roman Greco, peintre français d'origine roumaine († 1989).

## Décès
- 2 janvier : Achille Dien, peintre et violoniste français (° 27 décembre 1827),
- 10 janvier : Jean-Léon Gérôme, peintre français (° 11 mai 1824),
- 31 janvier : Raphaël Ponson, peintre français (° 12 mai 1835),
- 7 février : Fabien Launay, peintre, dessinateur, graveur et caricaturiste français (° 23 mars 1877),
- 16 février : Albert Capaul, peintre aquarelliste français (° 30 mai 1827),
- 15 mars : Mosè Bianchi, peintre italien (° 13 octobre 1840),
- 13 avril : Vassili Verechtchaguine, peintre russe (° 26 octobre 1842),
- 15 avril : Filippo Costaggini, peintre italien (° 1839),
- 27 avril : Andreï Riaboutchkine, peintre russe (° 17 octobre 1861),
- 6 mai : Franz von Lenbach, peintre allemand  (° 13 décembre 1836),
- 19 mai : Lucien-Pierre Sergent, peintre français (° 8 juin 1849),
- 25 juin : Anthony Frederick Augustus Sandys, peintre, illustrateur et dessinateur britannique (° 1er mai 1829),
- 1er juillet : George Frederic Watts, peintre et sculpteur britannique (° 23 février 1857),
- 5 juillet : Joseph Blanc, peintre français (° 25 janvier 1846),
- 16 juillet : César De Cock, peintre, graveur et aquarelliste belge (° 1823),
- 7 août : Heinrich Hasselhorst, peintre et dessinateur allemand (° 4 avril 1825),
- 11 août : Samuel P. Avery, marchand d'art et connaisseur américain (° 17 mars 1822),
- 25 août : Henri Fantin-Latour, peintre et lithographe français (° 14 janvier 1836),
- 27 août : Pavel Svedomski, peintre russe (° 7 juin 1849),
- 4 septembre : Martin Johnson Heade, peintre américain (° 11 août 1819),
- 24 septembre : Émile Gallé, un des pionniers de l'Art nouveau, en France (° 4 mai 1846),
- 2 octobre : Jan Monchablon, peintre français (° 6 septembre 1854),
- 4 octobre : Frédéric Auguste Bartholdi, sculpteur français (° 2 août 1834),
- 13 octobre : Károly Lotz, peintre germano-hongrois (° 16 décembre 1833),
- 14 octobre : Léon-Gustave Ravanne, peintre français (° 30 septembre 1854),
- 20 octobre : Victor Leydet, peintre de genre français (° 21 juillet 1861),
- 4 novembre, Valentine Cameron Prinsep, peintre anglais (° 14 février 1838),
- 22 novembre, Théophile de Bock, peintre néerlandais (° 14 janvier 1851),
- 1er décembre : Hector Giacomelli, aquarelliste, graveur et illustrateur français (° 1er avril 1822),
- 11 décembre : Alexandre Morozov, peintre russe, membre de l'Académie impériale des beaux-arts (° 29 mai 1835),
- 17 décembre : Paul Vogler, peintre impressionniste français (° 8 mars 1853),
- 24 décembre :
  - Gustav Bauernfeind, peintre, illustrateur et architecte allemand d'origine juive (° 4 septembre 1848),
  - Julien Dillens, sculpteur belge (° 8 juin 1849),
- 29 décembre : Henri-Léopold Lévy, peintre français (° 23 septembre 1840),

- ? :
  - Cristiano Banti, peintre italien (° 1824),
  - Henry Atwell Thomas, dessinateur, graveur, affichiste et imprimeur américain (° 1834),
  - Giovanni Spoldi, peintre italien,

- Après 1904 :
- Giovacchino Gamberini, peintre italien  (° 1859).